# Кросс-Плейнс (Вісконсин)
Кросс-Плейнс (англ. Cross Plains) — селище (англ. village) в США, в окрузі Дейн штату Вісконсин. Населення — 4104 особи (2020).

## Географія
Кросс-Плейнс розташований за координатами 43°6′54″ пн. ш. 89°38′54″ зх. д. / 43.11500° пн. ш. 89.64833° зх. д. (43.115090, -89.648197).  За даними Бюро перепису населення США в 2010 році селище мало площу 4,55 км², уся площа — суходіл.

## Демографія
Згідно з переписом 2010 року, у селищі мешкало 3538 осіб у 1386 домогосподарствах у складі 966 родин. Густота населення становила 778 осіб/км².  Було 1452 помешкання (319/км²).
Расовий склад населення:
| - 97,1 % — білих - 0,8 % — чорних або афроамериканців - 0,6 % — азіатів - 0,2 % — корінних американців |

До двох чи більше рас належало 1,0 %. Частка іспаномовних становила 1,6 % від усіх жителів.
За віковим діапазоном населення розподілялося таким чином: 27,4 % — особи молодші 18 років, 63,4 % — особи у віці 18—64 років, 9,2 % — особи у віці 65 років та старші. Медіана віку мешканця становила 36,8 року. На 100 осіб жіночої статі у селищі припадало 99,2 чоловіків;  на 100 жінок у віці від 18 років та старших — 94,0 чоловіків також старших 18 років.
Середній дохід на одне домашнє господарство  становив 90 053 долари США (медіана — 82 188), а середній дохід на одну сім'ю — 100 094 долари (медіана — 91 150). Медіана доходів становила 54 461 долар для чоловіків та 40 764 долари для жінок. За межею бідності перебувало 3,1 % осіб, у тому числі 3,6 % дітей у віці до 18 років та 3,3 % осіб у віці 65 років та старших.
Цивільне працевлаштоване населення становило 2338 осіб. Основні галузі зайнятості: освіта, охорона здоров'я та соціальна допомога — 26,7 %, фінанси, страхування та нерухомість — 12,1 %, роздрібна торгівля — 9,9 %, виробництво — 9,1 %.